# Agana Heights
Agana Heights (czamorro: Tutuhan) – okręg administracyjny Guamu i jednocześnie jedna z miejscowości. Okręg ma powierzchnię 3 km², a zamieszkany jest przez 3 808 osób (dane spisowe z 2010).
W okręgu znajduje się rezydencja gubernatora Guamu, szpital Marynarki Wojennej USA oraz fort hiszpański.